# 국가지원지방도 제84호선
국가지원지방도 제84호선은 인천광역시 강화군 강화읍 알미골사거리와 강원특별자치도 원주시 부론면 흥호리를 잇는 국가지원지방도이다. 현재 일부 구간이 개통되지 않았다.

## 역사
1994년 '강화 ~ 원주선'이라는 이름으로 국도 제84호선을 신설하기로 계획되었던 도로가 시초이며, 당시 연장은 140km로 정해져 있었다. 그러나 국가 재정 부족으로 국도로 승격되지 못했으며 구상된 노선은 폐기되지 않고 국가지원지방도로 지정되었다.
- 1996년 7월 19일 : 인천광역시 강화군 강화읍 ~ 강원도 원주시 부론면 구간을 국가지원지방도 제84호 강화 ~ 원주선으로 지정[1]
- 2000년 1월 4일 : 기존 지방도 제352호선 구간을 편입해 초지대교(강화군 길상면 초지리 ~ 김포시 경계) 760m 구간 도로구역 변경[2]
- 2000년 8월 21일 : 1996년 12월 28일 인천광역시도 제218호 노선 폐지로 국가지원지방도에 편입해 강화군 강화읍 갑곳리 ~ 선원면 냉정리 58.645 km 구간 도로구역 변경[3]
- 2012년 9월 27일 : 진등사 교차로 ~ 초지 교차로(강화군 길상면 온수리 ~ 초지리) 3.7 km 구간 신설 개통[4]
- 2016년 10월 26일 : 본오 ~ 오목천간 도로 2공구(안산시 상록구 본오동 ~ 화성시 매송면 어천리) 5.4 km 구간 개통[5]
- 2021년 12월 31일 : 초지대교 ~ 인천간 도로(김포시 대곶면 대명리 ~ 양촌읍 학운리) 6.9km 구간 신설 개통[6]

## 주요 경유지
인천광역시
- 강화군 (강화읍 - 선원면 - 불은면 - 길상면)

경기도
- 김포시 (대곶면 - 양촌읍 - 구래동 - 양촌읍)

인천광역시
- 서구 (금곡동 - 오류동 - 왕길동 - 백석동 - 검암동 - 경서동 - 연희동 - 원창동 - 석남동 - 가좌동) - 동구 (송현동 - 화수동 - 만석동) - 중구 (북성동1가 - 송월동2가 - 북성동2가 - 선린동 - 항동 - 해안동 - 항동 - 사동 - 신생동 - 신흥동) - 미추홀구 (숭의동 - 용현동 - 학익동) - 연수구 (옥련동 - 동춘동) - 남동구 (고잔동)

경기도
- 시흥시 (월곶동 - 정왕동) - 안산시 (단원구 - 상록구) - 화성시 (매송면 - 봉담읍) - 수원시 권선구 (오목천동) - 화성시 (기안동 - 봉담읍 - 기안동 - 안녕동 - 송산동 - 진안동 - 병점동 - 기산동 - 능동 - 석우동 - 장지동) - 용인시 처인구 (이동읍 - 호동 - 해곡동 - 원삼면 - 백암면) - 이천시 (호법면 - 모가면 - 대월면) - 여주시 (가남읍 - 점동면)

강원특별자치도
- 원주시 부론면

## 노선

### 인천광역시강화군·경기도김포시
| 이름                              | 접속 노선                | 소재지         | 소재지                      | 비고                          |
| --------------------------------- | ------------------------ | -------------- | --------------------------- | ----------------------------- |
| 알미골사거리                      | 강화대로 대월로          | 강화군         | 강화읍                      | 시점                          |
| 강화풍물시장 강화여객자동차터미널 |                          | 강화군         | 강화읍                      |                               |
| 보건소앞 교차로                   | 남문로                   | 강화군         | 강화읍                      |                               |
| 대문고개입구 교차로               | 대문고개로 중앙로210번길 | 강화군         | 선원면                      |                               |
| 찬우물고개                        |                          | 강화군         | 선원면                      |                               |
| 찬우물삼거리                      | 중앙로                   | 강화군         | 선원면                      |                               |
| 선원초등학교                      |                          | 강화군         | 선원면                      |                               |
| (선원파출소)                      | 대문고개로               | 강화군         | 선원면                      |                               |
| 금운교                            |                          | 강화군         | 선원면                      |                               |
|                                   | 불은면                   | 강화군         |                             |                               |
| 불은면사무소 교차로               | 불은북로                 | 강화군         |                             |                               |
| (두운주유소)                      | 고려왕릉로               | 강화군         |                             |                               |
| 목비고개                          |                          | 강화군         |                             |                               |
| 덕진진입구 교차로                 | 길직로 덕진로            | 강화군         | 길상면                      |                               |
| 온수리 교차로                     | 길상로 마니산로          | 강화군         | 길상면                      |                               |
| 길상면사무소                      |                          | 강화군         | 길상면                      |                               |
| 온수사거리                        | 삼랑성길 온수길          | 강화군         | 길상면                      |                               |
| 전등사입구 교차로                 | 길상로                   | 강화군         | 길상면                      |                               |
| 전등사 교차로                     | 길상로 전등사로77번길    | 강화군         | 길상면                      |                               |
| 장흥리입구 교차로                 | 보리고개로               | 강화군         | 길상면                      |                               |
| 길상 교차로                       | 장흥로                   | 강화군         | 길상면                      |                               |
| 초지현1 교차로                    |                          | 강화군         | 길상면                      |                               |
| 초지현2 교차로                    | 신촌로                   | 강화군         | 길상면                      |                               |
| 초지 교차로                       | 해안남로 해안동로        | 강화군         | 길상면                      |                               |
| 강화초지대교                      |                          | 강화군         | 길상면                      |                               |
|                                   | 김포시                   | 대곶면         |                             |                               |
| 대명항 교차로                     | 김포시                   | 대곶면         |                             | 지방도 제356호선과 중복       |
| 약암지구사거리                    | 김포시                   | 대곶면         | 약암로                      | 지방도 제356호선과 중복       |
| 약암교                            | 김포시                   | 대곶면         |                             | 지방도 제356호선과 중복       |
| 대명초교사거리                    | 김포시                   | 대곶면         | 대곶로 대명항1로            | 지방도 제356호선과 중복       |
| 대명 교차로                       | 김포시                   | 대곶면         | 지방도 제356호선 (대명항로) | 지방도 제356호선과 중복       |
| 약암1 교차로                      | 김포시                   | 대곶면         | 대곶서로                    | 상행 진출 불가 하행 진입 불가 |
| 약암2 교차로                      | 김포시                   | 대곶면         | 약산로 약산로195번길        |                               |
| 대벽 교차로                       | 김포시                   | 대곶면         | 대곶남로                    |                               |
| 학운 교차로                       | 김포시                   | 삼도로 황금4로 | 양촌읍                      |                               |
| 양촌 교차로                       | 김포시                   | 황금로         | 양촌읍                      |                               |
| 학운4-1 교차로                    | 김포시                   | 황금5로        | 양촌읍                      |                               |
| 미개통 구간                       |                          |                |                             |                               |
| 양촌산단 교차로                   | 단촌로 황금1로           | 김포시         | 양촌읍                      | 검단양촌 나들목과 간접 연결   |
| (교량 명칭 미상)                  |                          | 김포시         | 양촌읍                      |                               |

- 공사 구간 (초지대교 ~ 인천간 도로, 2022년 12월 완공 예정)[8] : 학운4-1 교차로 ~ 양촌 교차로

### 인천광역시
| 이름                                                       | 접속 노선                                                   | 소재지     | 소재지                                                                                      | 비고                                                                                        |
| ---------------------------------------------------------- | ----------------------------------------------------------- | ---------- | ------------------------------------------------------------------------------------------- | ------------------------------------------------------------------------------------------- |
| (교량 명칭 미상)                                           |                                                             | 인천광역시 | 서구                                                                                        |                                                                                             |
| 금곡 교차로                                                | 중봉대로                                                    | 인천광역시 | 서구                                                                                        |                                                                                             |
| 검단1 교차로                                               | 검단로                                                      | 인천광역시 | 서구                                                                                        |                                                                                             |
| 검단2 교차로                                               | 원당대로 중봉대로                                           | 인천광역시 | 서구                                                                                        |                                                                                             |
| 안동포사거리                                               | 봉수대로 원당대로                                           | 인천광역시 | 서구                                                                                        |                                                                                             |
| 왕길고가교                                                 | 드림로                                                      | 인천광역시 | 서구                                                                                        |                                                                                             |
| 백석 교차로                                                | 한들로                                                      | 인천광역시 | 서구                                                                                        |                                                                                             |
| 백석교                                                     |                                                             | 인천광역시 | 서구                                                                                        |                                                                                             |
| 청라 나들목                                                | 130호선 인천국제공항고속도로                                | 인천광역시 | 서구                                                                                        |                                                                                             |
| (경서지구)                                                 | 도요지로                                                    | 인천광역시 | 서구                                                                                        |                                                                                             |
| 아시아드사거리                                             | 경명대로 봉수대로                                           | 인천광역시 | 서구                                                                                        |                                                                                             |
| 경서삼거리                                                 | 경명대로 중봉대로                                           | 인천광역시 | 서구                                                                                        |                                                                                             |
| 공촌1교                                                    |                                                             | 인천광역시 | 서구                                                                                        |                                                                                             |
| (공촌2교 동단)                                             | 용두산로 호두산로                                           | 인천광역시 | 서구                                                                                        | 중봉지하차도 구간                                                                           |
| (청라변전소)                                               | 국제대로                                                    | 인천광역시 | 서구                                                                                        | 중봉지하차도 구간                                                                           |
| (호반베르디움14단지)                                       | 경제로                                                      | 인천광역시 | 서구                                                                                        | 중봉지하차도 구간                                                                           |
| 중봉교 홈플러스 인천청라점                                 |                                                             | 인천광역시 | 서구                                                                                        | 중봉지하차도 구간                                                                           |
| (청라롯데캐슬)                                             | 청중로                                                      | 인천광역시 | 서구                                                                                        | 중봉지하차도 구간                                                                           |
| 원창교                                                     |                                                             | 인천광역시 | 서구                                                                                        | 원창고가교 구간                                                                             |
| 중봉로 교차로                                              | 봉오대로                                                    | 인천광역시 | 서구                                                                                        | 원창고가교 구간                                                                             |
| 율도입구사거리                                             | 파랑로                                                      | 인천광역시 | 서구                                                                                        |                                                                                             |
| (홈CC 인천점)                                              | 중봉대로393번길                                             | 인천광역시 | 서구                                                                                        |                                                                                             |
| 서인천선착장입구사거리 (신북항고가교)                      | 북항로 중봉대로306번길                                      | 인천광역시 | 서구                                                                                        |                                                                                             |
| 북항사거리 (북항고가교)                                    | 건지로                                                      | 인천광역시 | 서구                                                                                        |                                                                                             |
| 교통안전공단 서인천검사소 인천환경공단 가좌사업소          |                                                             | 인천광역시 | 서구                                                                                        |                                                                                             |
| 인천교펌프장입구사거리                                     | 백범로                                                      | 인천광역시 | 서구                                                                                        |                                                                                             |
| 인천교펌프장입구사거리                                     | 백범로                                                      | 인천광역시 | 동구                                                                                        |                                                                                             |
| 방축삼거리                                                 | 방축로                                                      | 인천광역시 |                                                                                             |                                                                                             |
| 염전삼거리                                                 | 염전로                                                      | 인천광역시 |                                                                                             |                                                                                             |
| 현대제철 인천공장                                          |                                                             | 인천광역시 |                                                                                             |                                                                                             |
| 송현사거리                                                 | 국도 제6호선 국도 제77호선 국가지원지방도 제98호선 (인중로) | 인천광역시 | 국도 제6, 77호선과 중복 국가지원지방도 제98호선과 중복                                      |                                                                                             |
| 화수사거리                                                 | 인중로 제물량로                                             | 인천광역시 | 국도 제6, 77호선과 중복 국가지원지방도 제98호선과 중복                                      |                                                                                             |
| 인천만석초등학교                                           |                                                             | 인천광역시 | 국도 제6, 77호선과 중복 국가지원지방도 제98호선과 중복                                      |                                                                                             |
| 만석사거리                                                 | 화도진로                                                    | 인천광역시 | 국도 제6, 77호선과 중복 국가지원지방도 제98호선과 중복                                      |                                                                                             |
| 동일방직 인천공장                                          |                                                             | 인천광역시 | 국도 제6, 77호선과 중복 국가지원지방도 제98호선과 중복                                      |                                                                                             |
| 만석고가교                                                 |                                                             | 인천광역시 | 국도 제6, 77호선과 중복 국가지원지방도 제98호선과 중복                                      |                                                                                             |
|                                                            | 중구                                                        | 인천광역시 | 국도 제6, 77호선과 중복 국가지원지방도 제98호선과 중복                                      |                                                                                             |
| 송월시장                                                   | 참외전로                                                    | 인천광역시 | 국도 제6, 77호선과 중복 국가지원지방도 제98호선과 중복                                      |                                                                                             |
| 인천역 (인천역사거리)                                      | 월미로 차이나타운로51번길                                   | 인천광역시 | 국도 제6호선과 중복 국도 제42, 46, 77호선과 중복 국가지원지방도 제98호선과 중복             |                                                                                             |
| 인천중부경찰서                                             |                                                             | 인천광역시 | 국도 제42, 46, 77호선과 중복 국가지원지방도 제98호선과 중복                                 |                                                                                             |
| 중구청입구                                                 | 제물량로218번길                                             | 인천광역시 | 국도 제42, 46, 77호선과 중복 국가지원지방도 제98호선과 중복                                 |                                                                                             |
| 동인천등기소                                               |                                                             | 인천광역시 | 국도 제42, 46, 77호선과 중복 국가지원지방도 제98호선과 중복                                 |                                                                                             |
| 신포사거리                                                 | 신포로 제물량로                                             | 인천광역시 | 국도 제42, 46, 77호선과 중복 국가지원지방도 제98호선과 중복                                 |                                                                                             |
| (제1부두입구)                                              | 인중로                                                      | 인천광역시 | 국도 제42, 46, 77호선과 중복 국가지원지방도 제98호선과 중복                                 |                                                                                             |
| 사동삼거리 (신포역)                                        | 우현로                                                      | 인천광역시 | 국도 제42, 46, 77호선과 중복 국가지원지방도 제98호선과 중복                                 |                                                                                             |
| 인천제2국제여객터미널 인천여자상업고등학교 이마트 동인천점 |                                                             | 인천광역시 | 국도 제42, 46, 77호선과 중복 국가지원지방도 제98호선과 중복                                 |                                                                                             |
| 수인사거리                                                 | 서해대로                                                    | 인천광역시 | 국도 제42, 46, 77호선과 중복 국가지원지방도 제98호선과 중복                                 |                                                                                             |
| 신광사거리                                                 | 국도 제42호선 국도 제46호선 (인중로) 제물량로 도원로        | 인천광역시 | 국도 제42, 46, 77호선과 중복 국가지원지방도 제98호선과 중복                                 |                                                                                             |
| 능안삼거리 (숭의역)                                        | 인주대로                                                    | 인천광역시 | 미추홀구                                                                                    | 국도 제77호선과 중복 국가지원지방도 제98호선과 중복                                         |
| CJ제일제당 인천1공장 용현동시외버스정류장                  |                                                             | 인천광역시 | 미추홀구                                                                                    | 국도 제77호선과 중복 국가지원지방도 제98호선과 중복                                         |
| 인천 나들목 (인하대병원사거리) (고속종점지하차도)          | 인천대로 용오로 인항로 아암대로45번길                       | 인천광역시 | 미추홀구                                                                                    | 국도 제77호선과 중복 국가지원지방도 제98호선과 중복                                         |
| 인천지방조달청                                             |                                                             | 인천광역시 | 미추홀구                                                                                    | 국도 제77호선과 중복 국가지원지방도 제98호선과 중복                                         |
| 낙섬사거리                                                 | 매소홀로                                                    | 인천광역시 | 미추홀구                                                                                    | 국도 제77호선과 중복 국가지원지방도 제98호선과 중복                                         |
| 능해 나들목 (제2경인시점 교차로) (능해고가교)              | 110호선 제2경인고속도로 축항대로                            | 인천광역시 | 미추홀구                                                                                    | 국도 제77호선과 중복 국가지원지방도 제98호선과 중복                                         |
| 정비단지입구삼거리                                         | 아암대로253번길                                             | 인천광역시 | 미추홀구                                                                                    | 국도 제77호선과 중복 국가지원지방도 제98호선과 중복                                         |
| 옹암 교차로 (옹암지하차도)                                 | 능허대로 비류대로 서해대로94번길                            | 인천광역시 | 연수구                                                                                      | 국도 제77호선과 중복 국가지원지방도 제98호선과 중복                                         |
| 옥련 나들목                                                | 110호선 제2경인고속도로                                     | 인천광역시 | 연수구                                                                                      | 국도 제77호선과 중복 국가지원지방도 제98호선과 중복 원주 방면 진입 불가 강화 방면 진출 불가 |
| 송도3교 교차로                                             | 아트센터대로 앵고개로                                       | 인천광역시 | 연수구                                                                                      | 국도 제77호선과 중복 국가지원지방도 제98호선과 중복                                         |
| 송도 나들목                                                | 110호선 제2경인고속도로                                     | 인천광역시 | 연수구                                                                                      | 국도 제77호선과 중복 국가지원지방도 제98호선과 중복 원주 방면 진출 불가 강화 방면 진입 불가 |
| 송도2교 (동춘지하차도)                                     | 미추홀대로 컨벤시아대로                                     | 인천광역시 | 연수구                                                                                      | 국도 제77호선과 중복 국가지원지방도 제98호선과 중복                                         |
| 외암도사거리 (송도지하차도)                                | 경원대로 송도국제대로                                       | 인천광역시 | 연수구                                                                                      | 국도 제77호선과 중복 국가지원지방도 제98호선과 중복                                         |
| 외암도사거리 (송도지하차도)                                | 경원대로 송도국제대로                                       | 인천광역시 | 남동구                                                                                      | 국도 제77호선과 중복 국가지원지방도 제98호선과 중복                                         |
| (이름 없음)                                                | 제3경인고속화도로                                           | 인천광역시 | 국도 제77호선과 중복 국가지원지방도 제98호선과 중복 원주 방면 진입 불가 강화 방면 진출 불가 |                                                                                             |
| 외암사거리 (고잔지하차도)                                  | 남동대로                                                    | 인천광역시 | 국도 제77호선과 중복 국가지원지방도 제98호선과 중복                                         |                                                                                             |
| (이름 없음)                                                | 제3경인고속화도로                                           | 인천광역시 | 국도 제77호선과 중복 국가지원지방도 제98호선과 중복 원주 방면 진출 불가 강화 방면 진입 불가 |                                                                                             |
| (해안지하차도)                                             | 호구포로                                                    | 인천광역시 | 국도 제77호선과 중복 국가지원지방도 제98호선과 중복                                         |                                                                                             |
| (이름 없음)                                                | 제3경인고속화도로                                           | 인천광역시 | 국도 제77호선과 중복 국가지원지방도 제98호선과 중복 원주 방면 진입 불가 강화 방면 진출 불가 |                                                                                             |
| 인천운전면허시험장                                         |                                                             | 인천광역시 | 국도 제77호선과 중복 국가지원지방도 제98호선과 중복                                         |                                                                                             |
| (이름 없음)                                                | 논현고잔로                                                  | 인천광역시 | 국도 제77호선과 중복 국가지원지방도 제98호선과 중복                                         |                                                                                             |
| 아암1교 아암2교                                            |                                                             | 인천광역시 | 국도 제77호선과 중복 국가지원지방도 제98호선과 중복                                         |                                                                                             |
| (에코메트로11,12단지)                                      | 논고개로                                                    | 인천광역시 | 국도 제77호선과 중복 국가지원지방도 제98호선과 중복                                         |                                                                                             |
| 소래포구 수변광장                                          | 소래역남로                                                  | 인천광역시 | 국도 제77호선과 중복 국가지원지방도 제98호선과 중복                                         |                                                                                             |
| 소래역사관                                                 | 소래역로                                                    | 인천광역시 | 국도 제77호선과 중복 국가지원지방도 제98호선과 중복                                         |                                                                                             |
| 소래포구                                                   |                                                             | 인천광역시 | 국도 제77호선과 중복 국가지원지방도 제98호선과 중복                                         |                                                                                             |
| (소래대교북단)                                             | 소래로                                                      | 인천광역시 | 국도 제77호선과 중복 국가지원지방도 제98호선과 중복                                         |                                                                                             |
| 소래대교                                                   |                                                             | 인천광역시 | 국도 제77호선과 중복 국가지원지방도 제98호선과 중복                                         |                                                                                             |

### 경기도
| 이름                                       | 접속 노선                                            | 소재지          | 소재지                                                                 | 비고                                                                   |
| ------------------------------------------ | ---------------------------------------------------- | --------------- | ---------------------------------------------------------------------- | ---------------------------------------------------------------------- |
| 소래대교                                   |                                                      | 시흥시          | 월곶동                                                                 | 국도 제77호선과 중복 국가지원지방도 제98호선과 중복                    |
| 소래대교삼거리                             | 월곶해안로                                           | 시흥시          | 월곶동                                                                 | 국도 제77호선과 중복 국가지원지방도 제98호선과 중복                    |
| 월곶입구삼거리                             | 서해안로                                             | 시흥시          | 월곶동                                                                 | 국도 제77호선과 중복 국가지원지방도 제98호선과 중복                    |
| 월곶대교삼거리                             | 월곶중앙로                                           | 시흥시          | 월곶동                                                                 | 국도 제77호선과 중복 국가지원지방도 제98호선과 중복                    |
| 정왕 나들목 (정왕 교차로) (달월고가차도)   | 지방도 제330호선 (제3경인고속화도로)                 | 시흥시          | 정왕동                                                                 | 국도 제77호선과 중복 국가지원지방도 제98호선과 중복                    |
| 동원아파트삼거리                           | 배곧3로 봉화로                                       | 시흥시          | 정왕동                                                                 | 국도 제77호선과 중복 국가지원지방도 제98호선과 중복                    |
| (이름 없음)                                | 배곧2로 함송로                                       | 시흥시          | 정왕동                                                                 | 국도 제77호선과 중복 국가지원지방도 제98호선과 중복                    |
| 서해고교삼거리                             | 정왕신길로                                           | 시흥시          | 정왕동                                                                 | 국도 제77호선과 중복 국가지원지방도 제98호선과 중복                    |
| 옥구고가삼거리 (옥구고가교)                | 정왕대로 배곧1로                                     | 시흥시          | 정왕동                                                                 | 국도 제77호선과 중복 국가지원지방도 제98호선과 중복                    |
| 옥구공원                                   | 옥구공원로                                           | 시흥시          | 정왕동                                                                 | 국도 제77호선과 중복 국가지원지방도 제98호선과 중복                    |
| 시흥정국궁장                               | 산기대학로                                           | 시흥시          | 정왕동                                                                 | 국도 제77호선과 중복 국가지원지방도 제98호선과 중복                    |
| 조일제지사거리                             | 공단1대로                                            | 시흥시          | 정왕동                                                                 | 국도 제77호선과 중복 국가지원지방도 제98호선과 중복                    |
| 오이도입구 교차로                          | 소망공원로 오이도로                                  | 시흥시          | 정왕동                                                                 | 국도 제77호선과 중복 국가지원지방도 제98호선과 중복                    |
| 환경사업소 교차로                          | 지방도 제301호선 (서해안로)                          | 시흥시          | 정왕동                                                                 | 국도 제77호선과 중복 국가지원지방도 제98호선과 중복                    |
| 시흥맑은물관리센터                         |                                                      | 시흥시          | 정왕동                                                                 | 국도 제77호선과 중복 국가지원지방도 제98호선과 중복                    |
| 옥구7교                                    | 옥구천동로                                           | 시흥시          | 정왕동                                                                 | 국도 제77호선과 중복 국가지원지방도 제98호선과 중복                    |
| 군자1교                                    | 마유로                                               | 시흥시          | 정왕동                                                                 | 국도 제77호선과 중복 국가지원지방도 제98호선과 중복                    |
| 정왕7교 북단                               | 정왕천로                                             | 시흥시          | 정왕동                                                                 | 국도 제77호선과 중복 국가지원지방도 제98호선과 중복                    |
| 정왕7교                                    |                                                      | 시흥시          | 정왕동                                                                 | 국도 제77호선과 중복 국가지원지방도 제98호선과 중복                    |
|                                            | 안산시                                               | 단원구          |                                                                        | 국도 제77호선과 중복 국가지원지방도 제98호선과 중복                    |
| 시화공단길 교차로                          | 안산시                                               | 단원구          | 시화로                                                                 | 국도 제77호선과 중복 국가지원지방도 제98호선과 중복                    |
| 시흥7교                                    | 안산시                                               | 단원구          | 시화로 진흥로                                                          | 국도 제77호선과 중복 국가지원지방도 제98호선과 중복                    |
| 시흥5교                                    | 안산시                                               | 단원구          | 지원로                                                                 | 국도 제77호선과 중복 국가지원지방도 제98호선과 중복                    |
| 돌안말공원사거리                           | 안산시                                               | 단원구          | 성곡로 첨단로267번길                                                   | 국도 제77호선과 중복 국가지원지방도 제98호선과 중복                    |
| 삼양통상사거리                             | 안산시                                               | 단원구          | 해봉로                                                                 | 국도 제77호선과 중복 국가지원지방도 제98호선과 중복                    |
| 기업은행사거리                             | 안산시                                               | 단원구          | 목내로                                                                 | 국도 제77호선과 중복 국가지원지방도 제98호선과 중복                    |
| 원시역                                     | 안산시                                               | 단원구          | 산단로                                                                 | 국도 제77호선과 중복 국가지원지방도 제98호선과 중복                    |
| (대성하이피)                               | 안산시                                               | 단원구          | 산성로                                                                 | 국도 제77호선과 중복 국가지원지방도 제98호선과 중복                    |
| (대연)                                     | 안산시                                               | 단원구          | 시우로                                                                 | 국도 제77호선과 중복 국가지원지방도 제98호선과 중복                    |
| 별망고가사거리 (별망고가차도)              | 안산시                                               | 단원구          | 신안산대학로 해안로 국도 제77호선                                      | 국도 제77호선과 중복 국가지원지방도 제98호선과 중복                    |
| (이름 없음)                                | 안산시                                               | 단원구          | 초지로                                                                 | 국가지원지방도 제98호선과 중복                                         |
| 해안교                                     | 안산시                                               | 단원구          |                                                                        | 국가지원지방도 제98호선과 중복                                         |
| 상록구                                     | 안산시                                               |                 |                                                                        | 국가지원지방도 제98호선과 중복                                         |
| 대우6차아파트                              | 안산시                                               | 해양1로         |                                                                        | 국가지원지방도 제98호선과 중복                                         |
| 사리사거리 (호수공원지하차도)              | 안산시                                               | 광덕대로 용신로 |                                                                        | 국가지원지방도 제98호선과 중복                                         |
| 경기테크노파크 한국해양과학기술원 명혜학교 | 안산시                                               |                 |                                                                        | 국가지원지방도 제98호선과 중복                                         |
| 준공업단지사거리                           | 안산시                                               | 선진로 항가울로 |                                                                        | 국가지원지방도 제98호선과 중복                                         |
| 용신3교                                    | 안산시                                               | 감골로          |                                                                        | 국가지원지방도 제98호선과 중복                                         |
| (본오지하차도)                             | 안산시                                               | 충장로 해안로   |                                                                        | 국가지원지방도 제98호선과 중복                                         |
| 본오 교차로                                | 안산시                                               | 비봉로          | 국가지원지방도 제98호선과 중복 원주 방면 진입 불가 강화 방면 진출 불가 |                                                                        |
| (교량 명칭 미상)                           |                                                      | 화성시          | 매송면                                                                 | 국가지원지방도 제98호선과 중복                                         |
| 빈정 교차로                                | 야목서길                                             | 화성시          | 매송면                                                                 | 국가지원지방도 제98호선과 중복                                         |
| 야목 교차로                                | 푸른들판로                                           | 화성시          | 매송면                                                                 | 국가지원지방도 제98호선과 중복                                         |
| 현천 교차로                                | 매송로                                               | 화성시          | 매송면                                                                 | 국가지원지방도 제98호선과 중복                                         |
| 숙곡 나들목                                | 국도 제39호선 (서해로)                               | 화성시          | 매송면                                                                 | 국가지원지방도 제98호선과 중복                                         |
| (지하차도)                                 |                                                      | 화성시          | 매송면                                                                 | 국가지원지방도 제98호선과 중복                                         |
| 어천 교차로                                | 지방도 제313호선 (화성로)                            | 화성시          | 매송면                                                                 | 국가지원지방도 제98호선과 중복                                         |
| 동화천1교                                  |                                                      | 화성시          | 매송면                                                                 | 국가지원지방도 제98호선과 중복                                         |
| 원평 교차로                                | 매봉로                                               | 화성시          | 매송면                                                                 | 국가지원지방도 제98호선과 중복                                         |
| 동화천2교                                  |                                                      | 화성시          | 매송면                                                                 | 국가지원지방도 제98호선과 중복                                         |
| 샘내 나들목                                | 비봉매송로                                           | 화성시          | 매송면                                                                 | 국가지원지방도 제98호선과 중복 원주 방면 진출 불가 강화 방면 진입 불가 |
| 천천지하차도                               | 화성로                                               | 화성시          | 매송면                                                                 | 국가지원지방도 제98호선과 중복                                         |
| 천천 나들목                                | 지방도 제309호선 (과천봉담도시고속화도로) 비봉매송로 | 화성시          | 매송면                                                                 | 국가지원지방도 제98호선과 중복                                         |
| (이름 없음)                                | 매송고색로422번길                                    | 화성시          | 봉담읍                                                                 | 국가지원지방도 제98호선과 중복                                         |
| 오목천삼거리                               | 국가지원지방도 제98호선 (매송고색로)                 | 수원시          | 권선구                                                                 | 국가지원지방도 제98호선과 중복                                         |
| 한국방송통신대학교 경기지역대학            |                                                      | 수원시          | 권선구                                                                 |                                                                        |
| 수영오거리                                 | 삼천병마로                                           | 화성시          | 봉담읍                                                                 |                                                                        |
| 동양매직 화성공장 이마트 화성봉담점        |                                                      | 화성시          | 봉담읍                                                                 |                                                                        |
| 수원대삼거리                               | 와우안길                                             | 화성시          | 봉담읍                                                                 |                                                                        |
| 와우리                                     | 기배로 동화역말길                                    | 화성시          | 봉담읍                                                                 |                                                                        |
| 홍익디자인고등학교                         |                                                      | 화성시          | 봉담읍                                                                 |                                                                        |
| 융건릉                                     | 지방도 제322호선 (세자로)                            | 화성시          | 화산동                                                                 |                                                                        |
| 중외제약사거리                             | 안녕남로                                             | 화성시          | 화산동                                                                 |                                                                        |
| (아름마을신한미지엔)                       | 지방도 제315호선 지방도 제318호선 (만년로)           | 화성시          | 화산동                                                                 | 지방도 제315, 318호선과 중복                                           |
| (안녕지하차도)                             | 서부로                                               | 화성시          | 화산동                                                                 | 지방도 제315, 318호선과 중복                                           |
| 안녕삼거리                                 | 용주로                                               | 화성시          | 화산동                                                                 | 지방도 제315, 318호선과 중복                                           |
| 안용중학교                                 |                                                      | 화성시          | 화산동                                                                 | 지방도 제315, 318호선과 중복                                           |
| 송산교                                     |                                                      | 화성시          | 화산동                                                                 | 지방도 제315, 318호선과 중복                                           |
| 진안동                                     |                                                      | 화성시          |                                                                        | 지방도 제315, 318호선과 중복                                           |
| 병점육교                                   | 태안로                                               | 화성시          |                                                                        | 지방도 제315, 318호선과 중복                                           |
| 병점지하차도 교차로                        | 국도 제1호선 (경기대로)                              | 화성시          |                                                                        | 지방도 제315, 318호선과 중복                                           |
| 화남아파트사거리                           | 병점중앙로                                           | 화성시          |                                                                        | 지방도 제315, 318호선과 중복                                           |
| 공영주차장사거리                           | 병점동로                                             | 화성시          |                                                                        | 지방도 제315, 318호선과 중복                                           |
| 중심상가사거리                             | 병점1로                                              | 화성시          |                                                                        | 지방도 제315, 318호선과 중복                                           |
| 진안골입구삼거리                           | 병점4로                                              | 화성시          | 북:진안동 남:병점동                                                    | 지방도 제315, 318호선과 중복                                           |
| 안화78단지삼거리                           | 병점3로                                              | 화성시          | 북:진안동 남:병점동                                                    | 지방도 제315, 318호선과 중복                                           |
| 안화6단지삼거리                            | 병점2로                                              | 화성시          | 북:진안동 남:병점동                                                    | 지방도 제315, 318호선과 중복                                           |
| (이름 없음)                                | 동탄지성로                                           | 화성시          | 북:진안동 남:병점동                                                    | 지방도 제315, 318호선과 중복                                           |
| 능리 교차로                                | 동탄원천로                                           | 화성시          | 북:진안동 남:병점동                                                    | 지방도 제315, 318호선과 중복                                           |
| 능리 교차로                                | 동탄원천로                                           | 화성시          | 동탄동                                                                 | 지방도 제315, 318호선과 중복                                           |
| 하나지하차도사거리                         | 여울로                                               | 화성시          |                                                                        |                                                                        |
| 반송마을사거리                             | 동탄공원로 동탄하나3길                               | 화성시          |                                                                        |                                                                        |
| 잎새지하차도사거리 (잎새지하차도)          | 동탄중앙로                                           | 화성시          |                                                                        |                                                                        |
| 예당마을사거리                             | 동탄반석로                                           | 화성시          |                                                                        |                                                                        |
| 노작공원사거리                             | 노작로                                               | 화성시          |                                                                        |                                                                        |
| 열림교                                     |                                                      | 화성시          |                                                                        |                                                                        |
| (이름 없음)                                | 삼성1로                                              | 화성시          |                                                                        |                                                                        |
| 청계교                                     |                                                      | 화성시          |                                                                        |                                                                        |
| 영천 교차로                                | 지방도 제311호선 (동부대로)                          | 화성시          |                                                                        |                                                                        |
| 동북 교차로                                | 지방도 제317호선 (동탄기흥로)                        | 화성시          | 미개통                                                                 |                                                                        |
| (우남퍼스트빌)                             | 동탄대로                                             | 화성시          | 미개통                                                                 |                                                                        |
| (치동천3교 남단)                           | 동탄영천로                                           | 화성시          |                                                                        |                                                                        |
| (지동천5교 남단)                           | 동탄순환대로                                         | 화성시          |                                                                        |                                                                        |
| 중동지하차도                               | 동탄청계로                                           | 화성시          |                                                                        |                                                                        |
| 중리 교차로                                | 국가지원지방도 제23호선 (동탄 ~ 기흥간 도로)         | 화성시          | 미개통                                                                 |                                                                        |
| 상반 교차로                                | 서리길                                               | 용인시          | 미개통                                                                 | 처인구 이동읍                                                          |
| 천리 교차로                                | 지방도 제318호선 (백자로)                            | 용인시          | 미개통                                                                 | 처인구 이동읍                                                          |
| 원천 교차로                                | 국도 제45호선 (남북대로)                             | 용인시          | 미개통                                                                 | 처인구 이동읍                                                          |
| 계획중                                     | 국가지원지방도 제57호선 (동부로)                     | 용인시          | 미개통                                                                 | 동부동                                                                 |
| 계획중                                     | 국도 제17호선 (죽양대로)                             | 용인시          | 미개통                                                                 | 처인구 원삼면                                                          |
| 계획중                                     | 처인구 백암면                                        | 용인시          | 미개통                                                                 |                                                                        |
| 매곡리                                     | 지방도 제325호선 (덕평로)                            | 이천시          | 미개통                                                                 | 호법면                                                                 |
| 신갈리                                     | 국가지원지방도 제70호선 (사실로)                     | 이천시          | 미개통                                                                 | 모가면                                                                 |
| 소고리                                     | 지방도 제329호선 (진상미로)                          | 이천시          | 미개통                                                                 | 모가면                                                                 |
| 구시리                                     | 지방도 제337호선 (대월로)                            | 이천시          | 미개통                                                                 | 대월면                                                                 |
| 송라리                                     | 지방도 제333호선 (설가로)                            | 이천시          | 미개통                                                                 | 대월면                                                                 |
| 흑석삼거리                                 | 국도 제3호선 (경충대로)                              | 여주시          | 가남읍                                                                 |                                                                        |
| 논나미재 심석교                            |                                                      | 여주시          | 가남읍                                                                 |                                                                        |
| 양귀삼거리                                 | 가남로                                               | 여주시          | 가남읍                                                                 |                                                                        |
| 연대삼거리                                 | 연삼로                                               | 여주시          | 가남읍                                                                 |                                                                        |
| 금당초등학교                               |                                                      | 여주시          | 가남읍                                                                 |                                                                        |
| 금당사거리                                 | 송삼로 금당리길                                      | 여주시          | 가남읍                                                                 |                                                                        |
| 점동사거리                                 | 청안로                                               | 여주시          | 점동면                                                                 |                                                                        |
| 청안 교차로                                | 국도 제37호선 (장여로)                               | 여주시          | 점동면                                                                 |                                                                        |
| 사곡리                                     | 점동로 청안로                                        | 여주시          | 점동면                                                                 |                                                                        |
| 사곡리 도리 장안리 삼합리                  |                                                      | 여주시          | 점동면                                                                 | 미개통                                                                 |
| (교량 명칭 미상)                           |                                                      | 여주시          | 점동면                                                                 | 미개통                                                                 |

- 공사 구간 (중리 ~ 천리간 도로, 2018년 완공 예정) : 동탄면 중리 ~ 상반 교차로 ~ 천리 교차로 ~ 원천 교차로

### 강원특별자치도
| 이름             | 접속 노선                        | 소재지 | 소재지 | 비고   |
| ---------------- | -------------------------------- | ------ | ------ | ------ |
| (교량 명칭 미상) |                                  | 원주시 | 부론면 | 미개통 |
| 흥호리           | 국가지원지방도 제49호선 (견훤로) | 원주시 | 부론면 | 미개통 |

## 도로명
인천광역시
- 강화군 강화읍 알미골삼거리 ~ 선원면 찬우물삼거리 : 중앙로
- 강화군 선원면 찬우물삼거리 ~ 길상면 온수사거리 : 강화동로
- 강화군 길상면 온수사거리 ~ 전등사입구 교차로 : 온수길
- 강화군 길상면 전등사입구 교차로 ~ 장흥리입구 교차로 : 전등사로
- 강화군 길상면 장흥리입구 교차로 ~ 강화초지대교 : 초지로

경기도
- 김포시 대곶면 강화초지대교 ~ 대명 교차로 : 대명항로

인천광역시
- 서구 금곡 교차로 ~ 검단2 교차로 : 중봉대로
- 서구 검단2 교차로 ~ 안동포사거리 : 원당대로
- 서구 안동포사거리 ~ 경서사거리 : 봉수대로
- 서구 경서사거리 ~ 경서삼거리 : 경명대로
- 서구 경서삼거리 ~ 동구송현사거리 : 중봉대로
- 동구 송현사거리 ~ 화수사거리 : 인중로
- 동구 화수사거리 ~ 중구 신포사거리 : 제물량로
- 중구 신포사거리 ~ (제1부두입구) : 신포로
- 중구 (제1부두입구) ~ 신광사거리 : 인중로
- 중구 신광사거리 ~ 미추홀구 능안삼거리 : 제물량로
- 미추홀구 능안삼거리 ~ 남동구 소래대교북단 : 아암대로
- 남동구 소래대교북단 ~ 소래대교 : 소래로

경기도
- 시흥시 월곶동 소래대교 ~ 월곶입구삼거리 : 소래로
- 시흥시 월곶동 월곶입구삼거리 ~ 정왕동 환경사업소 교차로 : 서해안로
- 시흥시 정왕동 환경사업소 교차로 ~ 정왕7교 : 공단2대로
- 안산시 단원구 정왕7교 ~ (대연) : 별망로
- 안산시 단원구 (대연) ~ 별망고가사거리 : 시우로
- 안산시 단원구 별망고가사거리 ~ 상록구 (본오지하차도) : 해안로
- 안산시 상록구 (본오지하차도) ~ 본오 교차로 : 비봉로
- 안산시 상록구 본오 교차로 ~ 화성시 매송면 어천 교차로 : 본오매송로
- 화성시 매송면 어천 교차로 ~ 수원시 권선구 오목천삼거리 : 매송고색로
- 수원시 권선구 오목천삼거리 ~ 화성시 동탄동 능리 교차로 : 효행로
- 화성시 동탄동 능리 교차로 ~ 동북 교차로 : 동탄원천로
- 화성시 동탄동 동북 교차로 ~ 동탄면 중리 : 동탄치동천로
- 여주시 가남읍 흑석삼거리 ~ 양귀삼거리 : 흑석로
- 여주시 가남읍 양귀삼거리 ~ 점동면 점동사거리 : 가남로
- 여주시 점동면 점동사거리 ~ 사곡리 : 점동로